# Беневельський Іван Миколайович
Іван Миколайович Беневельський (2 листопада 1977, м. Київ, СРСР) — український хокеїст, тренер. Був головним тренером клубу «Компаньйон-Нафтогаз» (Київ).